# 费飏
费飏（Stéphane Feuillas，1963年1月18日—），巴黎高等师范学校毕业，现任巴黎七大正教授。主要研究领域是中国哲学史和文学史。以宋代思想史，文学史为专长，对汉代经学研究也有造诣。尤其精于周易研究，是欧洲著名的苏轼和张载研究专家。

## 人物经历
1963年出生，1985年考入巴黎高等师范学校（ENS-Ulm），1987年通过法国现代文学教师资格证考试（Agrégation de Lettres Modernes）。1993年至1996年撰写并答辩通过了关于张载的《正蒙》的博士论文，题目是Rejoindre le Ciel : nature et morale dans le Zhengmeng de Zhang Zai (1020-1078)，1997年起执教于巴黎七大。主要教授中国古代思想与文学。
2011年起与程艾蓝与Marc Kalinovski一同担任法国美文出版社“汉文法译书库”主编。
主要研究方向：
- 宋代思想的哲学范式，宋代思想与文学的关系
- 宋代儒家在当代的哲学接受的可能性
- 宋代哲学与诗歌

## 书籍
- 法国《中国诗歌选集》（Anthologie de la poésie chinoise），宋代诗歌部分，总主编Rémi Mathieu, 七星出版社（Pléiade）, 2015年
- 与Béatrice L'Haridon合译《陆贾新语》（Les Nouveaux Propos de Lu Jia, traduction, annotations et introduction en collaboration avec Béatrice L’Haridon）美文出版社, 2012
- 《东坡记》（2010年，美文出版社）（Les Commémorations de Su Shi, texte, traduction, annotations et introduction）
- 苏东坡的酒隐赋及其他（Caractères出版社, 2003）（Un Ermite reclus dans l'alcool et autres rhapsodies de Su Dongpo）